# Jean Fineberg
Jean Fineberg (1946) is een Amerikaans muzikante. Ze speelt dwarsfluit, saxofoon en drums in de genres rock en jazz. 

## Biografie

### Jaren 70
Fineberg wilde als kind klarinet spelen, maar om haar gebit niet te beschadigen ging ze achtereenvolgens op fluit- en saxles. Dat laatste omdat Fineberg vanaf 1971 in (vrouwelijke) rockbands ging spelen; eerst Godmother en later Deadly Nightshade. Tussendoor sloot ze zich aan bij de jazzrockformatie Isis; ze speelde mee op de eerste twee albums uit 1974 en 1975. Ondanks positieve reacties van pers en concertgangers brak Isis niet door bij het grote publiek, en door gebrek aan succes werd het moeilijk om de min of meer oorspronkelijke bezetting bij elkaar te houden. Fineberg bleef samenwerken met trompettiste Ellen Seeling (en percussioniste Nydia Mata en drumster Ginger Bianco); ze leverden gastbijdragen aan het laatste Isis-album Breaking Through, brachten een live-album uit als begeleidingsmuzikanten van singer-songwriter Laura Nyro, en speelden in de vrouwelijke salsaformatie Latin Fever. Ondanks een nr. 1-hit in de latin charts ging Latin Fever aan dezelfde problemen als Isis ten onder. Succesvoller was de medewerking van Fineberg (met en zonder Seeling) aan albums van Chic en gerelateerde acts als Sister Sledge en Luther Vandross. 

### Jaren 80
Na Isis en Latin Fever bleef Fineberg in bands met vrouwen spelen waaronder Deuce dat ze in 1980 samen met Seeling oprichtte tijdens haar studie aan de Indiana Universiteit. Deuce bracht twee jazzalbums uit waarvan de eerste met medewerking van Mata en ex-Isis-frontvrouw Carol MacDonald. Tussendoor verhuisden Fineberg en Seeling in 1989 van New York naar San Francisco; in 1998 vormden ze de Mountclair Women's Bigband met regionale muzikantes; zeven jaar later verscheen het titelloze debuutalbum. Daarnaast ging Finberg optreden met The Party Monsters (als drumster) en Jazzphoria.